# أنور دانجر
أنور دانجر كان قائدًا من شاكر دراه (شاكر درا)، والتي تقع على بعد حوالي 25 كيلومترًا شمال كابل، وكان حليفاً للجمعية الإسلامية التابعة لبرهان الدين رباني. تم الإبلاغ عن مشاركته في تخطيط عملية أفشار التي أدت إلى مقتل مئات المدنيين وبالإضافة إلى ذلك، يُقال أنه كان يقود القوات مباشرة إلى المعركة.
كمتحدث بالبشتوية تم الإبلاغ عنه في 17 أكتوبر 1996 أنه انضم إلى طالبان، إلى جانب قواته. ومع ذلك، خلال بضعة أيام، هجر واستعاد شكر داره بأمر من أحمد شاه مسعود. يزعم تقرير في أغسطس 1997 أن طالبان "أساسًا" ألقت باللوم على "التراجعات" العسكرية التي حدثت شمال كابل على خيانة دانجر، الذي زعمت أنه سمح لمقاتلي مسعود بدخول شاريكار وقادة آخرين.
تم الإبلاغ عن أنه أصيب في 5 مارس 2001 من قبل مسلحين مجهولين.
بعد انتصار طالبان انضم دانجر إلى طالبان وبقي هناك بعد انهيارهم في عام 2001. تم إدراجه على قائمة أكثر قادة طالبان الأثني عشر المطلوبين. وقد ذكر أنه كان في مدينة بيشاور الباكستانية، في محاولة لجمع القادة الهاربين. ووفقاً لتقرير آخر كان مسؤولاً عن طالبان في الولايات المركزية الثلاثة من بروان وكابيسا ووردك كابل حيث كان له دعم محلي كبير.
وبحسب ما ورد، تم اغتيال أنور في باكستان في عام 2004.